# Tamarix dalmatica

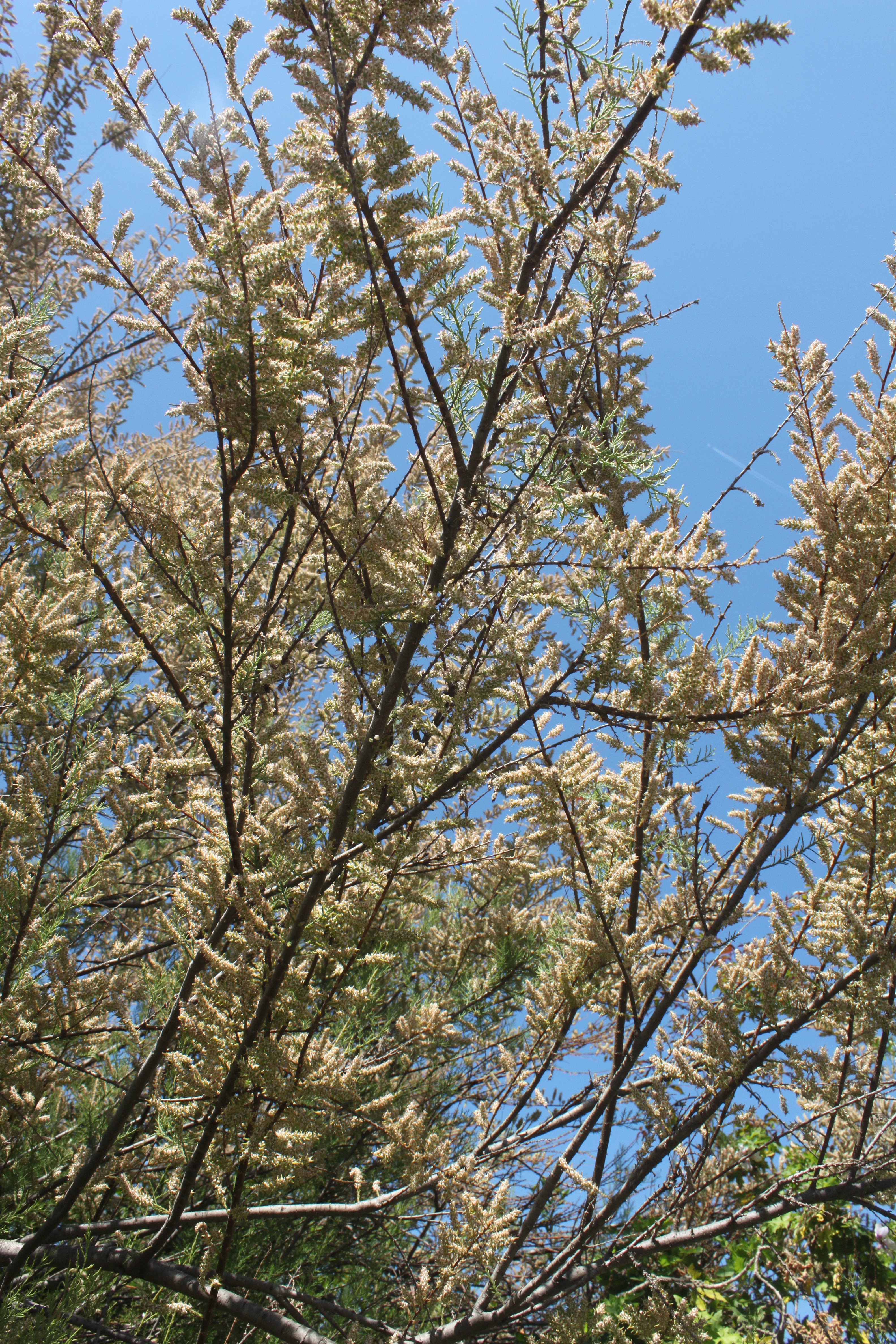
Floració

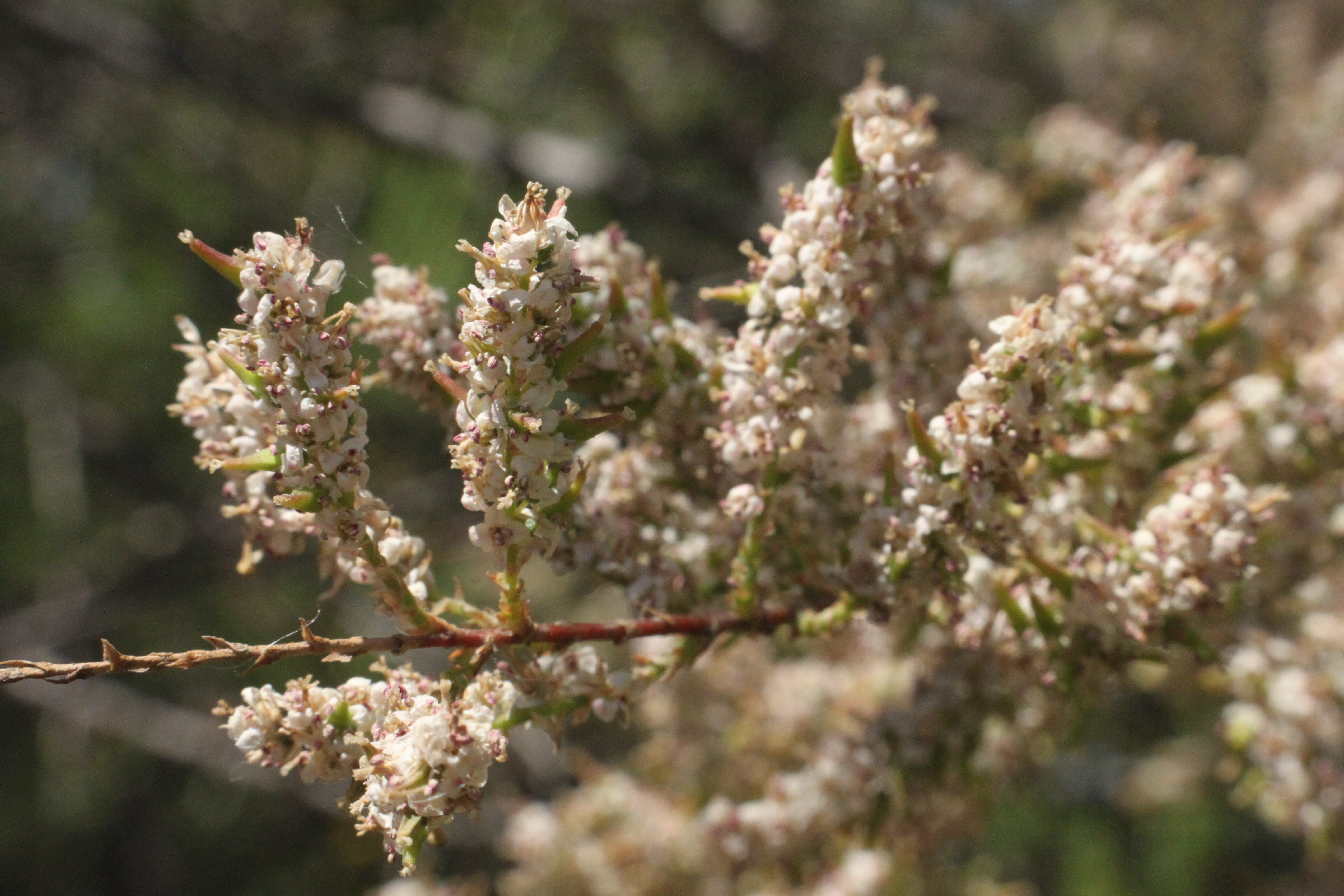
Detall de la floració.

Tamarix dalmatica és un arbust o un arbre petit caducifoli de la família de les Tamaricàcies. Es troba als sòls humits, salins o carbonatats, vores de rierols, rambles, tàlvegs; a una altitud de 0 a 320 msnm, al nord de la regió Mediterrània. A l'est de la península Ibèrica i les Illes Balears.
És una planta glabre amb branques brunes. Les seves fulles mesurer de 2 a 4 mm. Les inflorescències són en raïms de 25-70 × 7-12 mm, simples, i generalment es troben a les branques llenyoses d'anys anteriors. Bràctees linears, agudes, de la mateixa longitud o majors que el calze. Pedicels curts. Flors tetràmeres o pentàmeres i tetràmeres. Sèpals d'1,5-3 × 1,5-2,4 mm, ovat-triangulars, enters o escassament dentats, amb els externs més aguts. Pètals de 2,3-3 × 1,4-1,8 mm, d'estretament obovats a unguiculats. Estams 4 o 5, amb les anteres mútiques o lleugerament apiculades. Té un nombre de cromosomes de 2n = 24*.